# Honorio Lopez
Honorio Lopez (ur. 30 grudnia 1875, zm. 3 lipca 1958) – filipiński pisarz.

## Życiorys
Był żołnierzem rewolucyjnej armii filipińskiej. Znany jest wszakże przede wszystkim ze swojej wszechstronnej aktywności kulturalnej. Wraz z Mariano Sequerą oraz J. Abadem założył La Juventud Filipina, której głównym celem była reforma tak zwanego teatru moro moro. W swej twórczości chętnie sięgał do tematyki historycznej. Opublikował chociażby wierszowany Ang Tunay na Buhay ni P. Dr. José Burgos, poświęcony życiu księdza José Apolonio Burgosa, jednego z filipińskich bohaterów narodowych. Wystawił też sztukę Lakandula, której tytułowym bohaterem był jeden z szesnastowiecznych władców filipińskich. Przez jakiś czas zaangażowany był w politykę, zasiadał w radzie miejskiej stołecznej Manili. W 1898 opublikował po raz pierwszy Dimasalang Kalendariong Tagalog, rodzaj kalendarza zawierającego także informacje z różnych dziedzin życia, historii i kultury. Stał się on szybko rodzajem podręcznej Biblii zwykłych Filipińczyków dając im wiedzę na temat ważnych postaci historycznych, ale także choćby astrologii. Była to pierwsza publikacja tego typu w języku tagalskim. Dochód ze swych prac Lopez niejednokrotnie przeznaczał na cele społeczne.
Lopez ma także swój wkład w filipińską kinematografię. Zagrał bowiem rolę tytułową w La Vida de Rizal. Film ten, pierwszy w dziejach filipińskiego kina wyświetlono po raz pierwszy 24 sierpnia 1912 w manilskim Teatro Zorilla. Poświęcony był Jose Rizalowi, powszechnie uznawanemu za najważniejszego filipińskiego bohatera narodowego.